# Balancê (canção)
Balancê é uma marchinha de carnaval de João de Barro e Alberto Ribeiro, gravado em 19 de novembro de 1936 por Carmen Miranda e lançada em janeiro de 1937 pela Odeon Records. Em 1979, Gal Costa regravou essa canção para o seu álbum Gal Tropical, alcançando grande sucesso nacional.
Foi a 5ª canção interpretada por Carmen Miranda mais tocada de julho de 2010 a março de 2015, segundo levantamento inédito feito pelo ECAD.

## Regravações
Além da famosa regravação de Gal Costa para o álbum Gal Tropical, "Balancê" também teve outras interpretações, como a de Angela Ro Ro no disco Songbook Braguinha, Vol. 3, de 2002. Também foi regravada para o álbum Carnavalança de Mart'nália, pela Biscoito Fino.
Leo Jaime cantou "Balancê" ao lado de Roberta Sá em um episódio do programa Amor & Sexo, da TV Globo.